# Садиба Кисіля
Садиба Кисіля або садиба А. Крагельської, дружини М. І. Костомарова — пам'ятка історії місцевого значення в Дідівцях (Чернігівська область). Наразі в будівлі розміщено музей-садибу Миколи Костомарова.

## Історія
Рішенням виконкому Чернігівської обласної ради народних депутатів від 26 червня 1989 року № 130 будівлі надано статус пам'ятника історії місцевого значення з охоронним № 6861 під назвою Садиба А. Крагельської, дружини М. І. Костомарова — видатного українського історика та письменника, який бував тут щороку протягом 1874—1885 років.

## Опис
У 1-й половині XIX століття садиба належала нащадку українського шляхетського роду Марку Дмитровичу Кисілю. Після його смерті вдова Аліна Леонтіївна (Крагельська) 1875 року вийшла заміж за історика і письменника Миколу Івановича Костомарова (за якого мала вийти заміж 1847 року, але цьому завадив арешт Костомарова у справі Кирило-Мефодіївського братства). У квітні 1874 року Микола Костомаров уперше приїхав до Дідівців і пробув тут три тижні, побував на селянському українському весіллі. Вдруге він приїхав сюди після завершення III-го археологічного з'їзду, який проходив 2—16 серпня 1874 року в Києві. Вінчання відбулося 9 травня 1875 року в дідівській церкві Святої Параскеви (не збереглася, згоріла 1920 року). Протягом 1881—1883 років учений працював над своїми працями і в цей період у садибі збиралося коло друзів родини Костомарових, зокрема тут бували: письменник та історик Д. Л. Мордовець, художниця К. Ф. Юнге, письменник та мовознавець В. П. Горленко. 1885 року Аліна Костомарова передала садибу старшому синові від першого шлюбу Олександру Кисілю.
Комплекс садиби Кисіля складають панський будинок початку XIX століття, два флігелі, огорожа, залишки парку. Головний будинок — одноповерховий, дерев'яний на цегляному фундаменті, головний фасад прикрашають два двоколонні портики, перекриті фронтоном.

Будинок не використовувався і був у занедбаному стані.

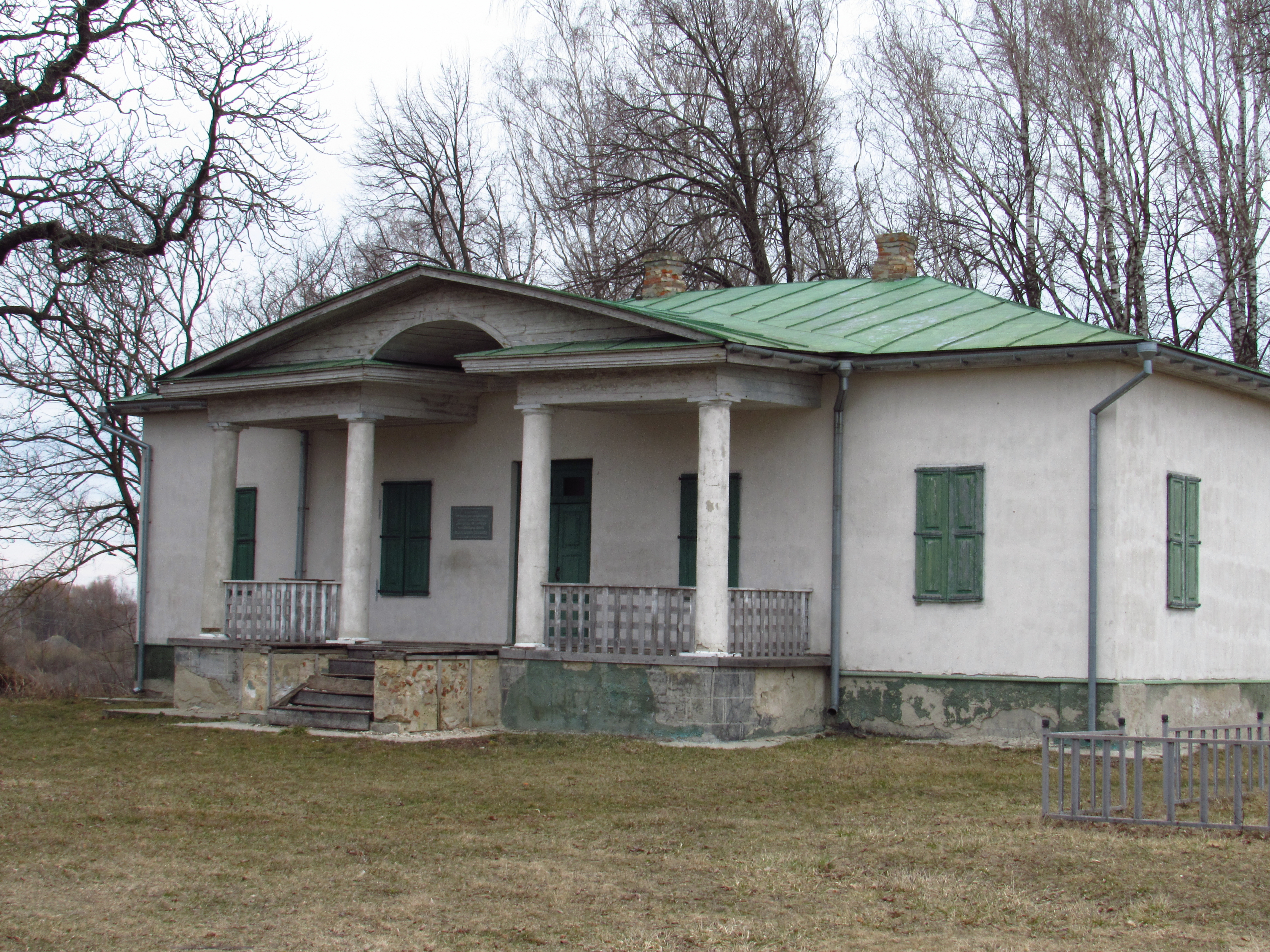
Будинок А. Крагельської, в якому нині розташований музей М. Костомарова

У період 2008—2017 років за рахунок благодійних внесків проведено реставраційні роботи головного будинку садиби. У зв'язку з 200-річчям від дня народження історика Миколи Костомарова, 2017 року відкрито музей-садибу. У 5 відреставрованих кімнатах розмістилися експозиції, присвячені життю та діяльності Миколи Костомарова та Кирило-Мефодіївському братству, одним із засновників якого він був, окрема кімната присвячена дружині Аліні Леонтіївні (Крагельській). Також зводиться[уточнити] церква, де вінчалися Микола та Аліна, висаджено дерева (дуби). 2019 року завершено будівництво храму Преподобної Параскеви Сербської, розташованого безпосередньо на північний схід від садиби.